# (10807) Uggarde
(10807) Uggarde es un asteroide perteneciente al cinturón de asteroides descubierto el 17 de marzo de 1993 por el Uppsala-ESO Survey of Asteroids and Comets desde el Observatorio de La Silla.

## Designación y nombre
Designado provisionalmente como 1993 FT4. Fue nombrado por Uggarde Rohr que con un diámetro de 50 metros,  es el más grande de los 1400 túmulos de Gotlandia que se construyeron entre 2000 y 400 a. C.

## Características orbitales
Uggarde está situado a una distancia media de 3,184 ua, pudiendo alejarse un máximo de 3,585 ua y acercarse un máximo de 2,784 ua. Tiene una excentricidad de 0,126 y la inclinación orbital 2,655 grados. Emplea 2075,55 días en completar una órbita alrededor del Sol.
Los próximos acercamientos a la órbita de Júpiter ocurrirán el 23 de enero de 2036, el 12 de septiembre de 2046 y el 24 de abril de 2057.
Pertenece a la familia de asteroides de (24) Themis.

## Características físicas
La magnitud absoluta de Uggarde es 13,20. Tiene un diámetro de 12,687 km y su albedo se estima en 0,057.